# Ляпунов, Владимир Прокофьевич
Владимир Прокофьевич Ляпунов — московский дворянин и воевода в Смутное время и во времена правления Михаила Фёдоровича.
Из дворянского рода Ляпуновы. Старший сын известного деятеля Смутного времени Прокопия Петровича Ляпунова (ум. 1611). Имел младшего брата Льва Прокофьевича.

## Биография

### Служба Василию Шуйскому
В ноябре 1607 года по указной грамоте царя Василия IV Ивановича Шуйского приезжает из Москвы к своему отцу в Рязань с жалованием и дарами. Пробыв там неделю вернулся обратно в столицу.
В 1611-1613 годах участвовал в боях против войск атамана Ивана Мартыновича Заруцкого.

#### Служба Михаилу Фёдоровичу
В 1613/14 году получил от Государя грамоту с милостивым его словом. В 1613 году пере захоранивает прах своего отца из Москвы в Троице-Сергиев монастырь (возможно по распоряжению царя Михаила Фёдоровича). В этом же году сделал вклад 100 рублей по своему отцу в Троице-Сергиев монастырь "и за тот вклад погребли его в дому Живоначальной Троицы".
В 1614-1616 годах воевода Михайлова, где в 1614 году близ города разбил татар.
В 1617 году местничал с князем П.В. Масальским.
В 1623 году воевода в Валуйках.
В 1625 году второй воевода Сторожевого полка в Крапивне. В этом же году вместе со своим родственником Ульяном Семёновичем Ляпуновым местничали с князем Фёдором Фёдоровичем Волконским и Иваном Юрьевичем Ловчиковым. В 1627-1640 годах в Боярской книге показан московским дворянином.
В марте 1629 года вновь второй воевода в Крапивне "И Владимира отставили, по челобитью дворян и детей боярских тамошних городов, били челом на него не дружбою".
В 1629-1630 годах воевода в Путивле.
В 1636 году Владимир Прокофьевич, вместе со своим внуком Лукой Владимировичем, на свои средства, воздвигли храм Воскресения Христова в селе Исады Спасского уезда. Своё посвящение церкви памяти отца и своей памяти для потомков — Владимир Прокопьевич отразил на серебряном напрестольном алтарном кресте, где было написано: «Лета 7144 года (1636 г.) мая в 20 день на память святого мученика Фалалея и обретение честных мощей иже во святых отца нашего Алексея Митрополита Киевского и всея России чудотворца сей животворящей крест приложил в вотчину в свою в Старой Рязани в селе Исадах в церковь Воскресение Христово великомученикам Фролу и Лавру и Чудотворцу Николе и благоверному князю Владимиру Владимир Прокопьев Ляпунов по своем родители и по себе».

## Семья
От брака с неизвестной имел детей:
- Ляпунов Василий Владимирович — в 1646 году второй есаул в походе из Ливен в Белгород. В 1648 году показан в стольниках. В январе этого же года на свадьбе царя Алексея Михайловича с Марией Ильиничной Милославской нёс вторым государев каравай.
- Ляпунов Лука Владимирович — голова и воевода.